# Нафзава
Нафзава (араб. نفزاوة) — регіон у південно-західному Тунісі, розташований між озером Шотт-ель-Джерід на заході, Великим Східним Ергом на півдні та плато Дахар на сході.
В адміністративному відношенні територія знаходиться у межах вілаєту Кебілі та займає площу в 2,21 млн га, у тому числі 15,3 тис. га оаз. Історично регіон був місцем активної місіонерської діяльності (див. Християнство в Африці).